# Einheitliches Güterverzeichnis für die Verkehrsstatistik
Das Einheitliche Güterverzeichnis für die Verkehrsstatistik (französisch Nomenclature uniforme des marchandises pour les statistiques de transport; NST) ist eine Systematik der Europäischen Union (Verordnung (EG) Nr. 1304/2007) und der Wirtschaftskommission für Europa (UNECE) zur Klassifizierung von Gütern für Verkehrsstatistiken. 
Sie umfasst 20 Güterabteilungen auf der obersten Klassifizierungsebene. Die NST 2007 ist innerhalb der Europäischen Union für Seeverkehrsstatistiken, Binnenschifffahrtsstatistiken, Güterkraftverkehrsstatistiken und Eisenbahnverkehrsstatistiken als einheitliche Klassifikation zu verwenden.
Die aktuelle Ausgabe dieser Systematik stammt aus dem Jahr 2007 und wird als NST 2007 bezeichnet. Sie ersetzt die Version aus dem Jahre 2000. Ältere Versionen waren NST/R 1967 (10/52/176) bzw. NST/R-24.
Die NST korrespondiert mit der Europäischen Güterklassifikation (CPA, der EU-Version der UN-CPC), und auch der PRODCOM (Güterverzeichnis für den produzierenden Bereich), sowie auch mit der NACE, der EU-Systematik der Wirtschaftszweige.